# Andrzej Rogoyski
Andrzej Tomasz Rogoyski (ur. 14 sierpnia 1960 w Warszawie) – polski prawnik, adwokat, samorządowiec. W latach 2017–2019 zastępca przewodniczącego Trybunału Stanu, w latach 2018–2020 prezes zarządu Polskiego Radia.

## Życiorys
Ukończył studia z zakresu prawa kanonicznego na Akademii Teologii Katolickiej (1985) i z zakresu prawa na Wydziale Prawa i Administracji Uniwersytetu Warszawskiego (1988). Kierował Niezależnym Zrzeszeniem Studentów na ATK, w czasie strajków studenckich stanął na czele komitetu strajkowego.
Od 1988 do 1990 pracował jako doradca w Ośrodku Badawczym Adwokatury. Wyjechał do Stanów Zjednoczonych jako stypendysta National Forum Foundation (w zakresie prawa, gospodarki i mediów); przebywał w Kongresie w latach 1990–1991, będąc asystentem Paula E. Kanjorskiego i pracując w kancelariach prawniczych. Od 1991 do 1992 był dyrektorem generalnym w Ministerstwie Gospodarki Przestrzennej i Budownictwa, stanowisko to objął w trakcie funkcjonowania rządu Jana Krzysztofa Bieleckiego. Następnie pracował w prywatnych kancelariach, a w 1997 ukończył aplikację adwokacką. W 1998 rozpoczął prowadzenie prywatnej praktyki adwokackiej; bronił m.in. Andrzeja Gołoty. Został wyróżniony tytułem „Prawnik Pro Bono” i Okularami Równości. W latach 2001–2002 był radnym dzielnicy Żoliborz z ramienia AWS. Był działaczem dzielnicowych struktur Platformy Obywatelskiej, w 2001 wystartował do Sejmu. W 2010 kandydował na przewodniczącego stołecznych i mazowieckich struktur PO, dwukrotnie jako jedyny kontrkandydat późniejszego zwycięzcy. Objął też funkcję przewodniczącego rady nadzorczej Polskiego Radia.
23 marca 2017 wybrany na zastępcę przewodniczącego Trybunału Stanu. Został zgłoszony przez Prawo i Sprawiedliwość, zastąpił wybranego do Trybunału Konstytucyjnego Mariusza Muszyńskiego. W TS zasiadał do końca kadencji w 2019. W sierpniu 2018 został delegowany do pełnienia funkcji prezesa Polskiego Radia w miejsce Jacka Sobali. 22 listopada 2018 Rada Mediów Narodowych wybrała go na prezesa zarządu tej instytucji. W styczniu 2020 został odwołany z zajmowanego stanowiska.